# Амазонський пакт
До́говір Амазо́нської коопера́ції або Амазонський пакт (англ. Amazon Cooperation Treaty, ACT, порт. Tratado de Cooperação Amazônica, TCA, ісп. Tratado de Cooperación Amazónica, TCA) — міжнародний договір про економічну кооперацію і розвиток в Амазонському регіоні, підписаний 3 липня 1978 та доповнений в 1998 році.
У 1995 році була створена Організація кооперації Амазонського пакту (англ. Amazon Cooperation Treaty Organization, ACTO, порт. Organização do Tratado de Cooperação Amazônica, OTCA, ісп. Organización Tratado de Cooperación Amazónica, OTCA), щоб підсилити виконання Договору. Постійний Секретаріат був заснований в місті Бразиліа в 2002 році. Зараз до організації входять Болівія, Бразилія, Венесуела, Гаяна, Колумбія, Еквадор, Перу і Суринам.